# Ipomoea funicularis
Ipomoea funicularis är en vindeväxtart som beskrevs av R.W.Johnson. Ipomoea funicularis ingår i släktet praktvindor, och familjen vindeväxter. Inga underarter finns listade i Catalogue of Life.